# Orechovo-Zuevskij rajon
L'Orechovo-Zuevskij rajon (in russo Орехово-Зуевский район?) era un rajon dell'Oblast' di Mosca, nella Russia europea; il capoluogo era Orechovo-Zuevo. Istituito nel 1929, ricopriva una superficie di 1.816 chilometri quadrati e nel 2010 ospitava una popolazione di circa 114.000 abitanti.